# Report of the British Bryological Society
Report of the British Bryological Society (abreviado Rep. Brit. Bryol. Soc.) fue una revista con ilustraciones y descripciones botánicas que fue editada en Cambridge donde se publicaron 4 números desde el año 1923 hasta 1945. Fue precedida por Report, Moss Exchange Club y reemplazada por Transactions of the British Bryological Society